# Malik Benlevi
Malik Ammon Benlevi (Savannah, Georgia, 20 de marzo de 1997) es un baloncestista estadounidense que pertenece a la plantilla de los Earthfriends Tokyo Z de la B.League japonesa. Con 1,96 metros de estatura, juega en la posición de alero.

## Trayectoria deportiva

### Universidad
Jugó cuatro temporadas con los Panthers de la Universidad Estatal de Georgia, en las que promedió 8,2 puntos, 4,6 rebotes, 1,0 asistencias y 1,0 robos de balón por partido. En su última temporada fue elegido jugador más valioso en el Torneo de la Sun Belt Conference.

### Profesional
Tras no ser elegido en el draft de la NBA de 2019, firmó su primer contrato profesional con los Ostioneros de Guaymas de la CIBACOPA mexicana, con los que promedió 11,4 puntos y 5,6 rebotes en los veinte partidos que disputó.
En octubre de 2019 realizó una prueba con los Salt Lake City Stars de la G League, equipo que al final lo contrató. En su primera temporada promedió 5,8 puntos y 3,2 rebotes saliendo desde el banquillo.